# Scyllarides
Scyllarides är ett släkte av kräftdjur. Scyllarides ingår i familjen Scyllaridae.
Kladogram enligt Catalogue of Life:
| Scyllarides | \| \| Scyllarides aequinoctialis \| \| \| \| \| \| Scyllarides astori \| \| \| \| \| \| Scyllarides brasiliensis \| \| \| \| \| \| Scyllarides deceptor \| \| \| \| \| \| Scyllarides delfosi \| \| \| \| \| \| Scyllarides elisabethae \| \| \| \| \| \| Scyllarides haanii \| \| \| \| \| \| Scyllarides herklotsii \| \| \| \| \| \| Scyllarides latus \| \| \| \| \| \| Scyllarides nodifer \| \| \| \| \| \| Scyllarides roggeveeni \| \| \| \| \| \| Scyllarides squammosus \| \| \| \| \| \| Scyllarides tridacnophaga \| \| \| \| |
|             | \| \| Scyllarides aequinoctialis \| \| \| \| \| \| Scyllarides astori \| \| \| \| \| \| Scyllarides brasiliensis \| \| \| \| \| \| Scyllarides deceptor \| \| \| \| \| \| Scyllarides delfosi \| \| \| \| \| \| Scyllarides elisabethae \| \| \| \| \| \| Scyllarides haanii \| \| \| \| \| \| Scyllarides herklotsii \| \| \| \| \| \| Scyllarides latus \| \| \| \| \| \| Scyllarides nodifer \| \| \| \| \| \| Scyllarides roggeveeni \| \| \| \| \| \| Scyllarides squammosus \| \| \| \| \| \| Scyllarides tridacnophaga \| \| \| \| |
|             | Arctides |
|             | |
|             | Biarctus |
|             | |
|             | Evibacus |
|             | |
|             | Ibacus |
|             | |
|             | Parribacus |
|             | |
|             | Scyllarus |
|             | |
|             | Thenus |
|             | |
|             | Scyllarides aequinoctialis |
|             | |
|             | Scyllarides astori |
|             | |
|             | Scyllarides brasiliensis |
|             | |
|             | Scyllarides deceptor |
|             | |
|             | Scyllarides delfosi |
|             | |
|             | Scyllarides elisabethae |
|             | |
|             | Scyllarides haanii |
|             | |
|             | Scyllarides herklotsii |
|             | |
|             | Scyllarides latus |
|             | |
|             | Scyllarides nodifer |
|             | |
|             | Scyllarides roggeveeni |
|             | |
|             | Scyllarides squammosus |
|             | |
|             | Scyllarides tridacnophaga |
|             | |

|  | Scyllarides aequinoctialis |
|  |                            |
|  | Scyllarides astori         |
|  |                            |
|  | Scyllarides brasiliensis   |
|  |                            |
|  | Scyllarides deceptor       |
|  |                            |
|  | Scyllarides delfosi        |
|  |                            |
|  | Scyllarides elisabethae    |
|  |                            |
|  | Scyllarides haanii         |
|  |                            |
|  | Scyllarides herklotsii     |
|  |                            |
|  | Scyllarides latus          |
|  |                            |
|  | Scyllarides nodifer        |
|  |                            |
|  | Scyllarides roggeveeni     |
|  |                            |
|  | Scyllarides squammosus     |
|  |                            |
|  | Scyllarides tridacnophaga  |
|  |                            |